# Gyralina korabensis
Gyralina korabensis is een slakkensoort uit de familie van de Pristilomatidae. De wetenschappelijke naam van de soort is voor het eerst geldig gepubliceerd in 1970 door Riedel.